# Vlašim
Vlašim är en stad i Tjeckien.   Den ligger i regionen Mellersta Böhmen, i den centrala delen av landet, 50 km sydost om huvudstaden Prag. Vlašim ligger 370 meter över havet och antalet invånare är 12 225.
Terrängen runt Vlašim är huvudsakligen platt. Vlašim ligger nere i en dal. Runt Vlašim är det ganska glesbefolkat, med 31 invånare per kvadratkilometer. Närmaste större samhälle är Benešov, 17,4 km nordväst om Vlašim. Omgivningarna runt Vlašim är en mosaik av jordbruksmark och naturlig växtlighet.